# Jacques de Vaucanson
Jacques de Vaucanson (Grenoble, 24 de febrero de 1709-París, 21 de noviembre de 1782) fue un ingeniero e inventor francés, considerado el creador del primer robot y del primer telar completamente automatizado.

## Niñez y juventud
Nació en Grenoble, Francia, en 1709, con el nombre de Jacques Vaucanson (la partícula "de" la agregó posteriormente la Académie des sciences). Hijo de un fabricante de guantes, se crio en la pobreza y ya en su juventud dijo que aspiraba a ser relojero. Fue así como un día, cuando estaba en la iglesia, observó detenidamente el reloj de la capilla y consiguió fabricar uno parecido semanas más tarde. Este hecho no pasó desapercibido por su madre, quien lo envió a estudiar con los Jesuitas. Posteriormente, Vaucanson se uniría a la orden de los Mínimos en Lyon. Su intención era seguir un curso en estudios religiosos, pero su interés en los artefactos mecánicos se renovó tras un encuentro con el cirujano Le Cat, del que aprendió los detalles de la anatomía. Estos nuevos conocimientos le permitieron desarrollar los primeros artefactos mecánicos que imitaban funciones biológicas vitales como la circulación, respiración y la digestión.

## Carrera como inventor de autómatas
Vaucanson soñaba, según un documento oficial. en "construir máquinas capaces de excitar la curiosidad del público". Es por eso que en 1737, construyó su primer autómata, Joueur de Flûte ("El Flautista"), una figura de tamaño natural de un pastor que tocaba el tambor y la flauta y tenía un repertorio de doce canciones. Al año siguiente, a principios de 1738, presentó su creación a la Academia de Ciencias Francesa, junto con una memoria escrita estructurada en dos partes; la primera centrada en el estudio de tocar la flauta y, posteriormente, en el mecanismo en sí. 
Rigollay de Juvigny, contemporáneo de Vaucanson, afirmó que durante los primeros días de exhibición la gente no quería creer que la flauta del autómata sonaba de verdad; se imaginaban, pues, que había un órgano alemán dentro del cuerpo de la figura. Los más incrédulos tardaron poco en ser convencidos de que el autómata tocaba realmente el instrumento, que el viento que salía de sus labios lo hacía sonar y que el movimiento de los dedos formaba las diferentes notas. La máquina fue sometida a un riguroso examen y los espectadores pudieron ver su funcionamiento y los resortes que lo formaban.
Vaucanson explica en la memoria del flautista que tenía en mente construirlo desde hacía mucho tiempo, pero que decidió no empezar hasta no haber estudiado minuciosamente toda la técnica de ejecución del instrumento. Se fijó especialmente en la forma de los labios y en la presión de aire que se debía aplicar para así poder conseguir notas graves y agudas y también para poder pasar de una octava a otra con un simple movimiento de boca y con la modificación de la velocidad del aire que entraba en la flauta. Además, recreó el funcionamiento de una tráquea y la complejidad de la lengua con sistemas de manchas y tubos. El realismo del autómata sorprendió a todo el mundo, pero a Vaucanson no le pareció suficiente y se pasó mucho tiempo trabajando en conseguir un material lo más parecido posible a la piel humana, precisamente para humanizar sus creaciones. Este símil con la piel humana se puso en práctica con la creación de los dedos del flautista, recubiertos por una tela especial que posibilitaba la sensibilidad necesaria al tacto para tocar el instrumento.
Más tarde ese mismo año, creó dos autómatas adicionales, Joueur de Tambourin ("El Tamborilero") y Canard digérateur ("El Pato con aparato digestivo"), éste siendo considerado su pieza maestra. Sus creaciones reflejaban un interés enciclopédico por la técnica, la anatomía y el arte; hecho que llevó a la admiración a figuras como Voltaire y Federico Guillermo II de Prusia, quien intentó llevárselo a su corte. Vaucanson, deseando servir sólo a su propio país, rechazó la oferta.
En esos tiempos, las criaturas mecánicas eran consideradas un capricho en Europa, y aunque la mayoría podían ser clasificadas como simples juguetes, las creaciones fueron reconocidas como una revolución gracias a su sofisticada mecánica realista. No obstante, después de haber ganado mucha fama y prestigio con los autómatas, Vaucanson se cansó de dedicarse al entretenimiento y decidió enviar de gira a sus creaciones aprovechando el entusiasmo del rey Luis XV, quien poco después lo nombró inspector de manufacturas de seda y le confió las mejores técnicas de la industria. 
El audaz ingeniero vendió sus juguetes y automáticamente se les perdió la pista. Se dice que el pato apareció en el sótano de una casa de empeños de Alemania unas décadas más tarde, y que Johann Wolfgang von Goethe tuvo la posibilidad de verlo en el 1805 en poder de un coleccionista. Según Goethe, el pato aún comía copos de avena con brío, pero había perdido sus poderes digestivos.
Posteriormente, Vaucanson decidió aplicar su talento en otros proyectos más útiles. Es así como diseñó y construyó una máquina para hilar seda, convirtiéndose en un predecesor muy importante de los telares automáticos modernos.

## Incredulidad del público a la presentación de sus inventos
Aún al haber presentado inventos con una muy minuciosa preparación y configuración, Vaucason recibió críticas del público en distintas ocasiones sobre la autenticidad del funcionamiento de estos proyectos. Así pues, dos de éstos causaron mucha polémica a pesar de tener un éxito inmediato: El pato con aparato digestivo y El flautista. 
El pato con aparato digestivo era un autómata creado en 1738, actualmente es considerado la primera mascota robótica de la historia. Este realizaba todo el proceso metabólico, desde ingerir comida hasta defecar, y resultó ser el autómata más exitoso de Vaucason. El pato estaba fabricado a escala real en cobre recubierto de oro y contaba con más de 400 piezas móviles, así como presentaba un sistema digestivo artificial que permitía ingerir granos, digerirlos y excretarlos posteriormente. Este proceso de metabolismo fue conseguido gracias a un complicado sistema de músculos artificiales, conductos digestivos y componentes químicos que digieren el grano. Vaucason (que hasta había dotado el animal con un tubo de goma donde viajaba el alimento) explicaba que en el interior había "un pequeño laboratorio químico" que recreaba la descomposición de la comida con zumos gástricos artificiales, pero lo cierto es que el milagro no era verdadero: un compartimento secreto contenía una papilla verde que simulaba el alimento digerido y la comida se depositaba en otro depósito. De esta manera, el público dudó sobre está aparente digestión que hacía el pato y que Vaucason afirmaba que era real,  y algunos comentaristas aseguraron que la sustancia verde que se expulsaba del cuerpo del animal no se había elaborado a partir de la comida ingerida, sino que era un producto preparado con antelación. No obstante, el invento tuvo un éxito indudable y fue halagado por numerosos críticos. 
Por otro lado, El flautista también recibió la crítica del público. Esta fue su primera creación famosa, era la figura de un flautista de la medida de un hombre, capaz de tocar doce melodías. No era un truco barato, el autómata reproducía el sonido con la mecánica de sus músculos artificiales. El inventor recreó el funcionamiento de una tráquea y la complejidad de la lengua con sistemas de fuelles y tubos. Los dedos del flautista eran de madera recubierta de tela que imitaba la textura de la piel, indispensable para obtener la sensibilidad necesaria al tacto con el instrumento. Rigollay de Juvigny, contemporáneo de Vaucason, afirmó que durante los primeros días de exhibición, la gente no quería creer que la flauta del autómata sonaba de verdad, sino que se imaginaban que había un órgano alemán encerrado dentro del cuerpo de la figura. Los más incrédulos tardaron poco en ser convencidos de que el autómata tocaba realmente el instrumento, que el viento que salía de sus labios lo hacía sonar y que el movimiento de los dedos tocaba las diferentes notas. La máquina fue sometida a un examen escrupuloso y los espectadores pudieron ver los resortes que lo formaban y su funcionamiento. 

## Servicios al gobierno francés
En 1736 fue nombrado inspector de las manufacturas de seda en Francia por el cardenal Fleury, primer ministro de Luis XV. Se le encargó la reforma del proceso de manufactura de seda. En la época, la industria textil francesa había sido superada por la inglesa y escocesa. Vaucanson promovió amplias reformas para la automatización del proceso textil. En 1745 creó el primer telar completamente automático del mundo.
Vaucanson estaba ocupado en automatizar la industria textil francesa con tarjetas perforadas, una tecnología que, refinada posteriormente por Joseph Marie Jacquard más de medio siglo después, revolucionaría los telares y, en el siglo XX, se utilizaría para introducir datos en ordenadores y para almacenar información en formato binario. Sin embargo, sus ideas no fueron bien recibidas por los tejedores y, muchas de las más revolucionarias, fueron ampliamente ignoradas.
Inventó varias máquinas-herramienta, como el primer torno metálico con carro portaherramientas, hacia 1751 (la Historia de la Tecnología de Derry y Williams retrasa esta invención hasta 1768 e indica que el precursor sería Antoine Thiout, que hacia 1750 había inventado un torno con portaherramientas movido en un eje roscado). Fue descrito en la Enciclopedia Diderot-D'Alenbert.
En 1746 fue nombrado miembro de la Academia de Ciencias Francesa.

## Legado
Falleció en París en 1782. Vaucanson dejó como legado a Luis XVI una colección de sus obras. La colección se convertiría en el fondo inicial del Conservatoire National des Arts et Métiers de París. Todos sus autómatas originales se han perdido. Se sabe que El flautista y El tamborilero fueron destruidos durante la Revolución francesa. Sus ideas sobre la automatización de los telares, si bien ignoradas en vida, fueron perfeccionadas e implementadas posteriormente por Joseph Marie Jacquard, el creador del telar Jacquard.
El Liceo Vaucanson de Grenoble es llamado así en su honor y prepara a estudiantes para carreras en ingenierías y otros campos técnicos.

### En inglés
- sitio del Colegio Swarthmore
- Jacques de Vaucanson

### En francés
- Biografía de Vaucanson.org (fr)
- Biografía de Autómatas.info (fr)

### En español
- Biografía en español
- Historia de los autómatas

- Datos: Q454589
- Multimedia: Jacques de Vaucanson / Q454589